# Emérico da Hungria
Emérico ou Américo (Imre, em húngaro; 1174 — 1204) foi rei da Hungria de 1196 até a sua morte. Sucedeu-lhe seu filho, Ladislau III.

## Árvore genealógica da Casa de Arpades
|-